# Sibylle Matter
Pour les articles homonymes, voir Matter.
Sibylle Matter née le 2 septembre 1973 à Hergiswil (Nidwald) vit à Planfayon, est un médecin et une triathlète professionnelle suisse, vainqueur sur triathlon Ironman.

## Biographie
Sibylle Matter suit des études de médecine à l'Université de Berne, elle en sort diplômée en 1999.

## Palmarès en triathlon
Le tableau présente les résultats les plus significatifs (podium) obtenus sur le circuit international de triathlon depuis 2001,.
| Année | Compétition                              | Pays        | Position           | Temps           |
| ----- | ---------------------------------------- | ----------- | ------------------ | --------------- |
| 2009  | Ironman Suisse                           | Suisse      | Médaille d'or      | 9 h 14 min 35 s |
| 2009  | Triathlon de Gérardmer XL                | France      | Médaille de bronze | 5 h 13 min 43 s |
| 2009  | Championnats d'Europe de triathlon cross | Italie      | Médaille d'argent  | 2 h 49 min 30 s |
| 2008  | Ironman Suisse                           | Suisse      | Médaille d'or      | 9 h 30 min 12 s |
| 2008  | Championnats d'Europe de triathlon cross | Pays-Bas    | Médaille d'argent  | 3 h 1 min 1 s   |
| 2008  | Xterra championnat d'Europe              | Italie      | Médaille d'or      | Timing          |
| 2007  | Ironman Suisse                           | Suisse      | Médaille d'argent  | Timing          |
| 2007  | Championnats d'Europe de triathlon cross | Espagne     | Médaille d'argent  | 1 h 35 min 51 s |
| 2006  | Championnat du monde Xterra - Maui       | États-Unis  | Médaille de bronze | 3 h 19 min 50 s |
| 2005  | Ironman Floride                          | États-Unis  | Médaille d'argent  | 9 h 36 min 45 s |
| 2005  | Championnat du monde Xterra - Maui       | États-Unis  | Médaille d'argent  | 3 h 8 min 0 s   |
| 2004  | Half Ironman Royaume-Uni                 | Royaume-Uni | Médaille d'or      | 4 h 25 min 16 s |
| 2001  | Half Ironman Royaume-Uni                 | Royaume-Uni | Médaille d'or      | 4 h 29 min 44 s |